# العصر الحديث الأقرب
العصر الحديث الأقرب أو البليستوسيني (باللاتينية: Pleistocene) ويطلق عليه اسم «العصر الجليدي»، وهي فترة جيولوجية امتدت منذ حوالي 2.58 مليون إلى 11,700 سنة مضت، والذي امتد إلى أحدث فترات التجلد المتكررة على الأرض. قبل التأكيد الأخير للتغيير في عام 2009 من قبل الاتحاد الدولي للعلوم الجيولوجية، كان الحد الفاصل بين البليستوسيني والبليوسيني الذي يسبقه حوالي 1.806 مليون سنة قبل الحاضر. وتستخدم منشورات السنوات السابقة كلا التعريفين للعصر. تتوافق نهاية البليستوسيني مع نهاية آخر عصر جليدي وأيضًا مع نهاية العصر الحجري القديم المستخدم في علم الآثار.
في نهاية العصر البليوسيني السابق، انضمت قارتي أمريكا الشمالية والجنوبية المعزولتين سابقًا في برزخ بنما، مما تسبب في تبادل حيواني بين المنطقتين وتغيير أنماط دوران المحيطات، مع بداية التجلد في نصف الكرة الشمالي منذ حوالي 2.7 مليون سنة. خلال البليستوسيني المبكر (2.58-0.8 مليون سنة مضت)، نشأ الإنسان البدائي من جنس هومو في أفريقيا وانتشروا في جميع أنحاء أفرو-أوراسيا. تميزت نهاية البليستوسيني المبكر بانتقال منتصف البليستوسيني، مع تغير دورية الدورات الجليدية من دورات مدتها 41,000 عام إلى دورات غير متماثلة مدتها 100,000 عام، مما جعل تغير المناخ أكثر تطرفًا. شهد البليستوسيني المتأخر انتشار البشر الحديثين خارج أفريقيا بالإضافة إلى انقراض جميع الأنواع البشرية الأخرى. وانتشر البشر أيضًا إلى القارة الأسترالية والأمريكيتين لأول مرة، تزامنًا مع انقراض معظم الحيوانات الكبيرة في هذه المناطق.
استمرت اتجاهات الجفاف والتبريد في البلستوسيني التي سادت في العصر السابق النيوجيني. كان التغير بالمناخ شديدا ويعتمد على الدورة الجليدية، حيث كان مستوى سطح البحر أقل بمقدار 120 مترًا مما هو عليه في ذروة التجلد، مما سمح بلاتصال بين آسيا وأمريكا الشمالية عبر جسر بيرنجيا وتغطى معظم شمال أمريكا الشمالية بصفيحة لورينتيد الجليدية.

## التسمية
في عام 1839 قدم "تشارلز لايل" مصطلح "البلستوسيني" (Pleistocene) لوصف الطبقات الصخرية في صقلية التي لا يزال يعيش فيها ما لا يقل عن 70% من حيواناتها الرخوية حتى اليوم. وهذا يميزها عن العصر البليوسيني الأقدم، والذي جعل "تشارلز لايل" يعتقد في الأصل أنها أحدث طبقة من الصخور الأحفورية. وقد صاغ اسم "البلستوسيني" ('الأحدث' أو 'الأكثر حداثة') من اليونانية: πλεῖστος = (pleīstos) = 'معظم' و καινός = (kainós) = 'جديد'. يتناقض هذا مع العصر البليوسيني الذي سبقه مباشرة πλείων = (pleíōn) = 'أكثر' و καινός = (kainós) = 'جديد'. والعصر الهولوسيني الذي تلاه مباشرة ὅλος = (hólos) = 'كامل' و καινός = (kainós) = 'جديد'، والذي يمتد إلى الوقت الحاضر.

## التأريخ
تم تأريخ البليستوسيني من 2.580 مليون سنة (±0.005) إلى 11,700 سنة قبل الحاضر، مع تاريخ النهاية المفصح عنه بسنوات الكربون المشع بـ 10,000 كربون-14 سنة قبل الحاضر. ويغطي معظم الفترة الأخيرة من التجلد المتكرر، حتى وصلت وشملت موجة البرد درياس الأصغر. تم تأريخ نهاية درياس الأصغر بحوالي 9,700 قبل الحقبة العامة (11,700 سنة قبل الحاضر). ونهاية درياس الأصغر هي البداية الرسمية لعصر الهولوسين الحالي. بالرغم من اعتباره فترة، إلا أن الهولوسيني لا يختلف بشكل كبير عن فترات ما بين الجليدية السابقة في البليستوسيني. في مقياس اللجنة الدولية للطبقات الزمني، ينقسم البليستوسيني إلى أربع مراحل أو أحيان، الجيلاسي، والكالابري، والتشيباني (الذي كان يسمى سابقًا "البليستوسيني الأوسط" غير الرسمي)، والبليستوسيني العلوي (الذي كان يسمى بشكل غير رسمي "العصر التارانتي"). وبالإضافة إلى هذه التقسيمات الفرعية الدولية، إلا أنه غالبًا ما يتم استخدام تقسيمات فرعية إقليمية مختلفة.
في عام 2009، أكد الاتحاد الدولي للعلوم الجيولوجية (IUGS) التغيير في الفترة الزمنية للبليستوسين، حيث تم تغيير تاريخ البداية من 1.806 إلى 2.588 مليون سنة مضت، وقبل قاعدة مرحلة الجيلاسي كقاعدة لعصر البليستوسين، أي قاعدة نقطة ومقطع الطراز الطبقي الحدي العالمي (GSSP) لجبل سان نيكولا. وتم تقريب تاريخ البداية إلى 2.580 مليون سنة مضت. ولم يوافق الاتحاد الدولي للعلوم الجيولوجية بعد على الطراز الطبقي ونقطة ومقطع الطراز الطبقي الحدي العالمي (GSSP)، للحدود العليا للبليستوسيني/الهولوسيني. القسم المقترح هو اللب الجليدي مشروع العينة اللبية الجليدية في شمال جرينلاند. وتم تعريف الحد الأدنى لسلسلة البليستوسيني مغناطيسيا بشكل رسمي كقاعدة النطاق الزمني (ماتوياما)، المرحلة النظيرية 103. توجد فوق هذه النقطة انقراضات ملحوظة للحفريات النانوية الجيرية: اللوح النجمي surculus (سوركولوس) و pentaradiatus (و بنتاردياتوس . يغطي البليستوسيني الفترة الأخيرة من التجلد المتكرر.
كان الاسم "باليو-بليستوسيني" يستخدم في الماضي للإشارة إلى العصر الجليدي الأخير. في السابق، تم رسم الحدود بين العصرين وقت ظهور أنواع المثقبات(Hyalinea baltica) هيالينيا بلطيق،  لأول مرة في القسم البحري في لا كاستيلا، كالابريا، الإيطالية. ومع ذلك، فإن التعريف المنقح للعصر الرباعي، يكون من خلال تأخير تاريخ بداية البليستوسيني إلى 2.58 مليون سنة، وقد أدى إلى إدراج جميع التجلدات المتكررة الأخيرة ضمن نطاق البليستوسيني.
يُعتبر تأريخ الكربون المشع غير دقيق عندما يتجاوز 50 ألف عام. وغالبًا ما تُستخدم مراحل النظائر البحرية (MIS) المشتقة من نظائر الأكسجين لتعطي تواريخ قريبة.

## الرواسب
تتواجد رواسب البلستوسيني الغير بحرية بشكل أساسي في الترسيبات النهرية، وقيعان البحيرات، ورواسب المنحدرات والطفالي، فضلاً عن كميات كبيرة من المواد التي تحركها الأنهار الجليدية. والرواسب الأقل شيوعًا هي رواسب الكهوف والترافرتين والرواسب البركانية (الحمم والرماد). تتواجد رواسب البلستوسيني البحرية بشكل أساسي في الأحواض البحرية الضحلة، ومعظمها (ولكن مع استثناءات مهمة) في مناطق تقع ضمن بضع عشرات من الكيلومترات من الشاطئ الحديث. في بعض المناطق النشطة جيولوجيًا كساحل جنوب كاليفورنيا، قد توجد رواسب بلستوسيني بحرية على ارتفاعات تصل إلى عدة مئات من الأمتار.

## التقسيم الزمني
هناك ما لا يقل عن خمسة من العصور الجليدية الكبرى الموثقة التي حدثت خلال الـ 4.6 مليار سنة من عمر الأرض، وعلى الأرجح أكثر من ذلك بكثير وحتى قبل ظهور البشر (حوالي 2.3 مليون سنة).
| العصر     | الفترة       | المرحلة     | أهم الأحداث | البداية (م.س.مضت) |
| --------- | ------------ | ----------- | --- | ----------------- |
| الرباعي   | الهولوسيني   | الغرينلاندي | أحدث | أحدث              |
| الرباعي   | البليستوسيني | المتأخر     | - أحداث جيولوجية: العصر الجليدي الإيمي، العصر الجليدي الأخير، مع نهاية درياس الأصغر. ثوران توبا. - أحداث حيوية :انقراض الحيوانات الضخمة في البلستوسيني (بما في ذلك آخر الطيور المرعبة). توسع البشر في أوقيانوسيا القريبة والأمريكيتين. | 0.129             |
| الرباعي   | البليستوسيني | التشيباني   | - أحداث جيولوجية:حدث انتقال منتصف البليستوسيني، دورات جليدية عالية السعة تبلغ 100 ألف سنة. - أحداث حيوية :ظهور الإنسان العاقل. | 0.774             |
| الرباعي   | البليستوسيني | الكالابري   | - أحداث جيولوجية:زيادة برودة المناخ. - أحداث حيوية :انقراض طيور الرعب العملاقة. انتشار الإنسان المنتصب في جميع أنحاء أفرو-أوراسيا. | 1.8               |
| الرباعي   | البليستوسيني | الجيلاسي    | - أحداث جيولوجية: بداية التجلّد الرباعي والمناخ غير مستقر. - أحداث حيوية : ظهور الحيوانات الضخمة البليستوسيني والإنسان الماهر. | 2.58              |
| النيوجيني | البليوسيني   | البياشنزي   | أقدم | أقدم              |

عصر البليستوسين يأتي بعد عصر البليوسين في الترتيب الزمني، وقبل عصر الهولوسين. والبليستوسين هو أول عصر من فترات العصر الرباعي أو الفترة السادسة من حقبة السينوزي. تتوافق نهاية البليستوسين مع نهاية العصر الجليدي الأخير. كما أنه يتوافق مع نهاية العصر الحجري القديم المستخدم في علم الآثار.
بالاعتماد على المقياس الزمني لـ "اللجنة الدولية للطبقات" ، فإن البليستوسين ينقسم إلى أربعة مراحل من الأقدم إلى الأحدث كما يلي: مرحلة الجيلاسي، مرحلة الكالابري، مرحلة البليستوسيني الأوسط (التشيباني)، مرحلة البليستوسيني المتأخر. بالإضافة للتقسيمات الدولية أعلاه فأن هناك تقسيمات فرعية تستخدمها بعض الدول غالبا.
اكتسبت نظرية وجود عصر جليدي للأرض القبول بين عامي 1839م و 1846م، وأصبح العلماء يدركون وجود العصور الجليدية. خلال هذه الفترة، قام الجيولوجي البريطاني إدوارد فوربس بربط هذه الفترة مع العصور الجليدية المعروفة الأخرى. وفي عام 2009، اعتمد الاتحاد الدولي للعلوم الجيولوجية بداية العصر البليستوسيني عند 2.588 مليون سنة قبل الحاضر.

## الجيولوجيا والمناخ قديما

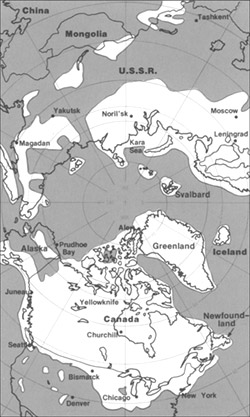
خريطة الجليد خلال العصر البليستوسيني.

خلال البليستوسيني كانت القارات الحديثة في نفس مواقعها الحالية، وربما الصفائح التي ستند عليها أكثر من 100 كيلومتر لم تتحرك بالنسبة لبعضها البعض منذ بداية العصر. وخلال الفترات الجليدية، ينخفض مستوى سطح البحر بما يصل إلى 120 مترًا عن مستواه الحالي عند ذروة التجلد، مما يعرض مناطق كبيرة من الجرف القاري الحالي لتصبح أرض جافة.
ووفقا للكاتب البريطاني "مارك ليناس" (من خلال البيانات التي جمعها)، يمكن وصف المناخ العام في البلستوسيني بأنه ظاهرة النينا مستمرة مع ضعف الرياح التجارية في جنوب المحيط الهادئ أو توجهها شرقا، وارتفاع الهواء الدافئ بالقرب من بيرو، وانتشار المياه الدافئة من غرب المحيط الهادئ والمحيط الهندي إلى شرق المحيط الهادئ، وغيرها من علامات النينا.

### السمات الجليدية

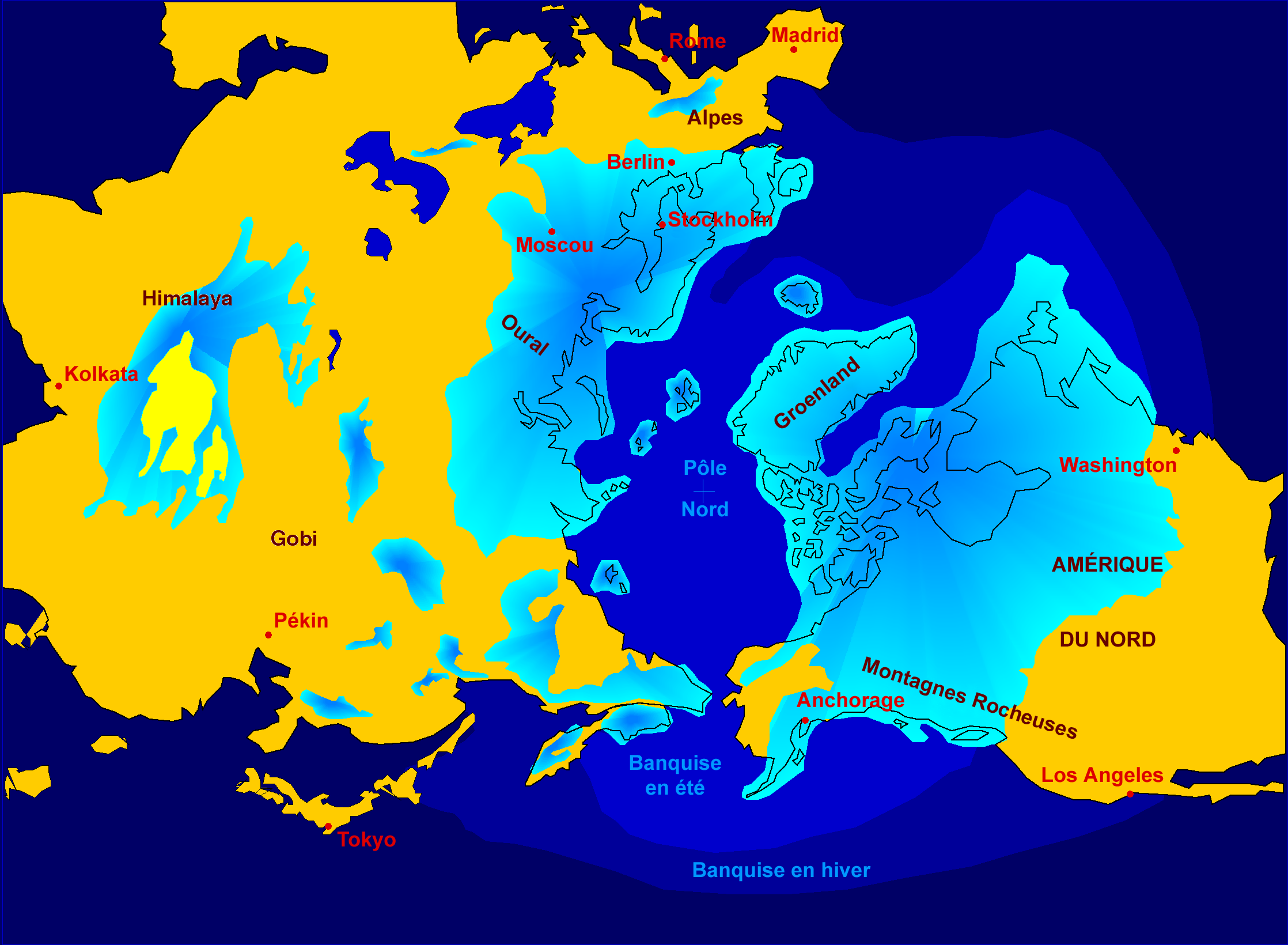
الصفائح الجليدية والقمم الجليدية في نصف الكرة الشمالي خلال الذروة الجليدية الأخيرة.

تميز مناخ البليستوسيني بدورات جليدية متكررة حيث دفعت الغطاء الجليدي القاري إلى خط العرض 40 في بعض الأماكن. وتشير التقديرات إلى أنه في أقصى مدى للتجلد، كان 30% من سطح الأرض مغطى بالجليد. بالإضافة إلى ذلك، امتدت منطقة من التربة الصقيعية جنوب حافة الطبقة الجليدية، على بعد بضع مئات من الكيلومترات في أمريكا الشمالية، وعدة مئات في أوراسيا. كان متوسط درجة الحرارة السنوية عند حافة الجليد −6 درجة مئوية؛ وعند حافة التربة الصقيعية، 0 درجة مئوية.
كان كل تقدم جليدي يقابله تقييد لكميات كبيرة من المياه في الصفائح الجليدية القارية التي يتراوح سمكها بين 1,500 و3,000 متر، مما يؤدي إلى انخفاض مؤقت في مستوى سطح البحر بمقدار 100 متر أو أكثر على مستوى سطح الأرض بالكامل. وخلال فترات ما بين الجليد، كما هو الحال الآن، كانت السواحل الغارقة منشرة، وقد خفت هذه الظاهرة بسبب الحركة المتساوية أو غيرها من الحركات الطارئة لبعض المناطق.
كان تأثير التجلد عالميا، حيث أن القارة القطبية الجنوبية كانت محاطة بالجليد طوال البليستوسيني وكذلك البليوسيني السابق. وكانت جبال الأنديز مغطاة في الجنوب بغطاء باتاغونيا الجليدي. وكانت هناك تجلد في نيوزيلندا وتسمانيا. كانت المثالج المتحللة في جبل كينيا وجبل كليمنجارو وسلسلة جبال رونزوري في شرق ووسط إفريقيا أكبر. كانت المثالج موجودة في جبال إثيوبيا وإلى الغرب في جبال الأطلس.
في النصف الشمالي من الكرة الأرضية، اندمجت العديد من المثالج في كتلة واحد. غطت صفيحة كورديلري الجليدية شمال غرب أمريكا الشمالية؛ وغطت صفيحة لورينتيد الجليدية الجزء الشرقي. ارتكزت الصفيحة الجليدية الفنلندية الاسكندنافية على أوروبا الشمالية، بما في ذلك جزء كبير من بريطانيا العظمى؛ وارتكزت صفيحة الألب الجليدية على جبال الألب. وامتدت القباب المتناثرة عبر سيبيريا وجرف المنطقة القطبية الشمالية. وكانت البحار الشمالية مغطاة بالجليد.
تراكمت بحيرات كبيرة جنوب الصفائح الجليدية لأن المنافذ كانت مسدودة والهواء البارد أبطأ عملية التبخر. عندما تراجعت صفيحة لورينتيد الجليدية، غطت بحيرة أجاسيز بالكامل الشمال الأوسط من أمريكا الشمالية. وكان هناك أكثر من مائة حوض، حاليا جافة أو شبه جافة، تغطي غرب أمريكا الشمالية. على سبيل المثال، كانت بحيرة بونيفيل تقع حيث توجدالبحيرة المالحة الكبرى الآن. وفي أوراسيا، تطورت بحيرات كبيرة نتيجة للجريان السطحي من المثالج. كانت الأنهار أكبر، وتدفقها أكثر غزارة، وكانت مجدولة. كانت البحيرات الإفريقية أكثر امتلاءً، على ما يبدو بسبب انخفاض التبخر. ومن ناحية أخرى، كانت الصحاري أكثر جفافًا وأكثر اتساعًا، وكان هطول الأمطار فيها أقل بسبب انخفاض التبخر المحيطي وغيره.
لقد تم تقدير أن سمك صفيحة شرق القارة القطبية الجنوبية الجليدية قد انخفض خلال البليستوسيني بما لا يقل عن 500 متر، وأن الانخفاض منذ الذروة الجليدية الأخيرة كان أقل من 50 متراً وقد يكون بدأ بعد 14 ألف سنة تقريبا.

### الأحداث الرئيسية

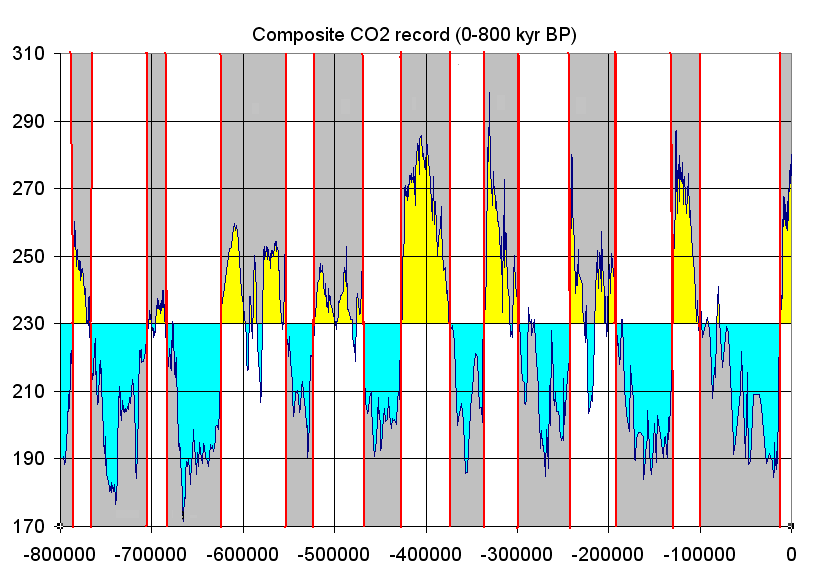
العصور الجليدية كما تنعكس في ثاني أكسيد الكربون في الغلاف الجوي للأرض، المخزن في فقاعات الجليد في القارة القطبية الجنوبية

خلال 2.5 مليون سنة من البليستوسيني، حدثت العديد من المراحل الباردة التي تسمى بالتجلد (التجلد الرباعي)، أو التقدم الكبير في الصفائح الجليدية القارية، في كل من أوروبا وأمريكا الشمالية، على فترات تتراوح ما بين 40,000 إلى 100,000 سنة تقريبًا. كانت الفترات الجليدية الطويلة منفصلة بفترات جليدية معتدلة وفترات بين جليديين أقصر استمرت ما بين 10,000 إلى 15,000 سنة تقريبًا. انتهت آخر حلقة باردة من آخر فترة جليدية منذ حوالي 10,000 سنة. وقد تم تحديد أكثر من 11 حدثًا جليديًا رئيسيًا، وكذلك العديد من الأحداث الجليدية الصغيرة. الحدث الجليدي الرئيسي هي الرحلة الجليدية العامة، ويطلق عليه "التجلد". ويتم فصل التجلد بـ"فترات ما بين الجليدين". وأثناء التجلد، يمر التجلد بتقدمات وتراجعات طفيفة. والرحلة الصغيرة هي "مريحلة جليدية"؛ والأوقات بين المريحلات الجليدية هي "فترات بين جليدية".
يتم تعريف هذه الأحداث بشكل مختلف لمناطق مختلفة من النطاق الجليدي، والتي لها تاريخ جليدي خاص بها اعتمادًا على خطوط العرض والتضاريس والمناخ. هناك تطابق عام بين المثالج في مناطق مختلفة. وغالبًا ما يتبادل العلماء الأسماء إذا كانت جيولوجيا الجليد لمنطقة ما في طور التعريف. ومع ذلك، فمن غير الصحيح عمومًا تطبيق اسم كتلة جليدي في منطقة على أخرى.
خلال معظم القرن العشرين، لم يدرس إلا عدد قليل من المناطق وقد كانت الأسماء قليلة نوعا ما. واليوم، أصبح اهتمام علماء الجيولوجيا من مختلف الدول أكبر بعلم الجليد للبليستوسيني. ونتج عن ذلك تزايد عدد الأسماء بسرعة وسيستمر في التزايد. لا تزال العديد من التطورات والمريحلات الجليدية غير مسمية. كما أن بعض الأدلة الأرضية لبعضها قد محيت أو اختفت بسبب أحداث أكبر، ولكن الأدلة لا تزال قائمة من دراسة التغيرات المناخية الدورية.
تُظهِر الجداول التالية المثالج للاستخدامات التاريخية، وهي تبسيط لدورة أكثر تعقيدًا من التباين في المناخ والتضاريس، ولا تُستخدم عمومًا بعد الآن. وقد تم التخلي عن هذه الأسماء لصالح البيانات الرقمية لأن العديد من العلاقات كانت غير دقيقة أو غير صحيحة وتم التعرف على أكثر من أربع فترات جليدية رئيسية منذ إنشاء المصطلحات التاريخية.
| المنطقة                       | تجلد 1     | تجلد 2  | تجلد 3 | تجلد 4    |
| ----------------------------- | ---------- | ------- | ------ | --------- |
| الألب                         | غونز       | ميندل   | ريس    | ووم       |
| أوروبا الشمالية               | الإيبوروني | إلستر   | زاله   | فايسلي    |
| الجزر البريطانية              | بيستونيان  | انجليان | ولستون | ديفينسيان |
| الغرب الأوسط للولايات المتحدة | نبراسكي    | كانساسي | إلينوي | ويسكونسن  |

| المنطقة                       | مابين ثلجية 1 | مابين ثلجية 2 | مابين ثلجية 3 |
| ----------------------------- | ------------- | ------------- | ------------- |
| الألب                         | غونز-ميندل    | ميندل-ريس     | ريس-ووم       |
| أوروبا الشمالية               | الواليان      | الهولشتايني   | إيميان        |
| الجزر البريطانية              | الكروميرية    | الهوكسنية     | إبسوتشي       |
| الغرب الأوسط للولايات المتحدة | الأفتوني      | اليارماوثي    | السانغاموني   |

تتوافق المصطلحات الجليدية وبين الجليدية مع المصطلحين المطري وبين المطري. الفترة المطرية دافئة وتزداد فيها كمية الأمطار؛ أما الفترة بين المطرية فهي فترة تقل فيها كمية الأمطار. في السابق كان يُعتقد أن المطري يرتبط مع الجليد في المناطق غير الجليدية، وفي بعض الحالات يكون الأمر كذلك. وهطول الأمطار يكون بشكل دوري كذلك. وتكون الفترة المطرية وبين المطرية منتشرة على نطاق واسع.
ولكن لا يوجد تطابق منهجي بين الأمطار والتجلد، وعلاوة على ذلك، لا تتوافق الأمطار الإقليمية مع بعضها البعض على مستوى العالم. على سبيل المثال، يستخدم البعض مصطلح "أمطار ريس" في الوثائق المصرية. وأي تطابق هو نتيجة لعوامل إقليمية. لم يتم تعريف سوى عدد قليل من أسماء الأمطار في المناطق المقيدة طبقيًا.

### دورات الجليد القديمة
مجموع العوامل العابرة التي تؤثر على سطح الأرض هي دورية: المناخ، والتيارات المحيطية والحركات الأخرى، والتيارات الهوائية، ودرجة الحرارة، وما إلى ذلك. وتأتي استجابة الشكل الموجي من الحركات الدورية الأساسية للكوكب، والتي تسحب في النهاية جميع الحالات العابرة إلى الانسجام معها. وجميع التجلدات المتكررة في البليستوسيني ناجمة عن نفس العوامل. منذ مليون عام تقريبا شهد انتقال وسط البليستوسيني تغيرًا في الدورات الجليدية منخفضة الغزارة ذات تواترات سائدة تقدر بـ 41,000 عام إلى دورات غير متماثلة عالية الغزارة تسود عليها تواترات تقدر بـ 100,000 عام.
ومع ذلك، خلصت دراسة أجريت عام 2020 إلى أن انتهاء العصر الجليدي ربما تأثر بالميل المحوري منذ انتقال وسط البليستوسيني، والذي تسبب في صيف أقوى في نصف الأرض الشمالي.

#### دورات ميلانكوفيتش
كان التجلد في البليستوسيني عبارة عن سلسلة من الفترات الجليدية وبين الجليدية والمريحلات الجليدية وبين الجليدية، والتي تعكس التغيرات المناخية الدورية. ويُعتقد حاليا أن دورات ميلانكوفيتش هي العامل الرئيسي التي تعمل في دورة المناخ. وهذه هي التغيرات الدورية في الإشعاع الشمسي الإقليمي والكوكبي الذي يصل إلى الأرض بسبب العديد من التغيرات المتكررة في حركة الأرض. وقد تعزز تأثير دورات ميلانكوفيتش من خلال ردود أفعال إيجابية مختلفة مرتبطة بزيادة تركيز ثاني أكسيد الكربون في الغلاف الجوي وعاكسية الأرض.
لا يمكن أن تكون دورات ميلانكوفيتش العامل الوحيد المسؤول عن التغيرات في المناخ لأنها لا تفسر اتجاه التبريد طويل الأمد خلال البليو-بليستوسيني ولا التغيرات التي حدثت على مر الألف عام في قلب جليد جرينلاند والمعروفة باسم حدث دانزجارد-أويشجر وحدث هينريتش. ويبدو أن وتيرة ميلانكوفيتش هي أفضل تفسير لأحداث التجلد التي كانت تتكرر كل 100,000 و40,000 و20,000 عام. يبدو أن هذا النمط يتناسب مع المعلومات المتعلقة بتغير المناخ الموجودة في نوى نظائر الأكسجين.

#### دورة نسبة نظائر الأكسجين
في تحليل دورة نسبة نظائر الأكسجين، تُستخدم الاختلافات في نسبة (نظيرا الأكسجين) 18O إلى 16O حسب الكتلة (التي يتم قياسها بواسطة مطياف الكتلة) الموجودة في الكالسيت في عينات قلب المحيط تستخدم كتشخيص لتغير درجة حرارة المحيط القديم وبالتالي تغير المناخ. والمحيطات الباردة غنية أكثر بالنظير 18O، والذي يتم تضمينه في اختبارات الكائنات الحية الدقيقة (المثقبات) التي تساهم في الكالسيت.
توجد نسخة أحدث من عملية أخذ العينات تستخدم للعينات الجليدية الحديثة. بالرغم من أن الثلج الذي سقط على الجليد أقل ثراءً بـ 18O مقارنة بمياه البحر، إلا أنه يحتوي على 18O و16O بنسبة تعتمد على متوسط درجة الحرارة السنوية.
عند رسم مخطط بياني لدرجة الحرارة مقابل الوقت تكون درجة الحرارة وتغير المناخ بشكل حلقي، ويتم إعطاء إحداثيات درجة الحرارة في شكل انحراف عن متوسط درجة الحرارة السنوي الحالي، والذي يتم اعتباره صفرًا. يعتمد هذا النوع من الرسم البياني على نسبة نظائر أخرى مقابل الوقت. يتم تحويل النسب إلى نسبة مئوية للاختلاف عن النسبة الموجودة في "معيار المتوسط القياسي لمياه المحيط" (SMOW).
يظهر الرسم البياني في أي من الشكلين على هيئة موجة ذات نغمات توافقية. ويمثل نصف الفترة "مرحلة نظيرية بحرية" (MIS). وتشير إلى مرحلة جليدية (أقل من الصفر) أو بين جليدية (أعلى من الصفر). والنغمات التوافقية هي مريحلة جليدية أو بين جليدية.
وفقًا لهذا الدليل، فقد شهدت الأرض 102 مرحلة نظيرية بحرية (MIS) بدأت منذ حوالي 2.588 مليون سنة في البليستوسيني المبكر "الجيلاسي". وكانت مراحل البليستوسيني المبكرة ضحلة ومتكررة، والمراحل الأحدث هي الأكثر شدة وتباعدًا.
حسب الاتفاقية، يتم ترقيم المراحل من العصر الهولوسيني، وهي "مرحلة نظيرية بحرية-1" (MIS1). حيث تأخذ الفترة الجليدية عددًا زوجيًا وفترة بين الجليدية عددًا فرديًا. وقد كان أول تجلد رئيسي هو (MIS2-4) عند حوالي 85 - 11 ألف سنة قبل الحاضر. كانت أكبر فترة جليدية هي 2 و6 و12 و16. وكانت أدفأ فترات بين جليدية هي 1 و5 و9 و11.

## الكائنات الحية
كانت كلا الحيوانات البحرية والقارية حديثة جوهريا ولكن مع وجود العديد من الثدييات البرية الكبيرة مثل الماموث والمستودون والديبروتودون والسميلودون والببر والأسود والأُرخُصات والدببة قصيرة الوجه والكسلان العملاق وأنواع من الغيغانتوبيثيكوس (القردة الضخمة) وغيرها. وقد شهدت الكتل الأرضية المعزولة مثل أستراليا ومدغشقر ونيوزيلندا والجزر في المحيط الهادئ تطور الطيور الكبيرة وحتى الزواحف مثل طائر الفيل والموا وعقاب هاآست والكوينكانا ووَرل السهوب والميولانة.
كان للتغيرات المناخية الشديدة خلال العصر الجليدي تأثيرات كبيرة على الحيوانات والنباتات. مع كل تقدم للجليد تصبحت مناطق كبيرة من القارات مهجورة، وتواجه النباتات والحيوانات ضغطًا هائلاً وتتراجع جنوبًا أمام تقدم الجليد. وقد سببت التغيرات المناخية القاسية ضغوطا شديدة، وتقلصا في مساحة المعيشة وإمدادات الغذاء. حدث انقراض رئيسي للثدييات الكبيرة (الحيوانات الضخمة)، والتي تشمل الماموث، والمستودون، والقطط ذات الأسنان السيفية، وأخدوديات الأسنان، ووحيد القرن الصوفي، والزرافات المختلفة، مثل الشيفاثيريوم؛ كسلان الأرض، والأيائل الأيرلندية، وأسود الكهوف، ودببة الكهوف، والوحشيات الوتدية، والأسود الأمريكية، والذئاب الرهيبة، والدببة قصيرة الوجه، وقد بدأ هذا الانقراض في أواخر البليستوسيني واستمر حتى العصر الهولوسيني. كما انقرضت النياندرتال خلال هذه الفترة. في نهاية العصر الجليدي الأخير، حلت ذوات الدم البارد والثدييات الأصغر حجمًا مثل فئران الخشب والطيور المهاجرة والحيوانات الأسرع مثل الغزلان ذات الذيل الأبيض محل الحيوانات الضخمة وهاجرت شمالًا. في أواخر البليستوسيني كانت الأغنام ذات القرون الكبيرة أكثر رشاقة وأرجلها أطول من ذريتها اليوم. يعتقد العلماء أن التغيير في الحيوانات المفترسة بعد انقراضات أواخر البليستوسيني أدى إلى تغير في شكل الجسم بحيث تكيفت الأنواع لزيادة القوة بدلاً من السرعة.
تأثرت إفريقيا قليلا بالانقراضات لكنها كانت شديدة بشكل خاص في أمريكا الشمالية حيث تم القضاء على الخيول الأصلية والإبل.
في يوليو 2018، أعلن فريق من علماء الروس بالتعاون مع جامعة برينستون أنهم أعادوا إلى الحياة اثنتان من الديدان الخيطية الأنثوية كانتا مجمدتين في التربة الصقيعية، منذ حوالي 42 ألف عام. وقد كانت الديدان الخيطية في ذلك الوقت أقدم الحيوانات الحية المؤكدة على هذا الكوكب.

رسم بياني يوضح الفرق بين رجل يبلغ طوله 1.8 متر والجيغانتوبيثيكوس (أو القردة الضخمة). والقردة الحالية

عاش في أوروبا وآسيا عدد كبير من الحيوانات الأفريقية. وقد أظهرت اللوحات المنقوشة في الكهوف واكتشافات الحفريات في أوروبا أن وحيد القرن والأسود والضباع مثلا كانت كلها شائعة في ذلك الوقت في جنوب أوروبا. كانت جزيرة صقلية مأهولة أيضًا بنوع من الفيلة يسمى الفيل القزم. كان شمال أوروبا مغطى بالأنهار الجليدية ولا يعيش فيه حيوانات، بينما كان مناخ أوروبا الوسطى هو مناخ التندرا. أما جنوب أوروبا فقد احتوى على غابات، وكان يسكنها العديد من أنواع الحيوانات الضخمة، والتي انقرض معظمها منذ ذلك الحين.
انفصلت قارة أستراليا عن أوراسيا منذ حقبة الحياة الوسطى. ونتيجة لذلك، تمتلك أستراليا نباتات وحياة برية غير عادية للغاية. لم يكن عصر البليستوسيني في أستراليا مختلفًا عن باقي مناطق العالم. كانت أستراليا تسكنها مخلوقات غير عادية مثل الكنغر بحجم وحيد القرن والثدييات الجرابية العملاقة الأخرى.

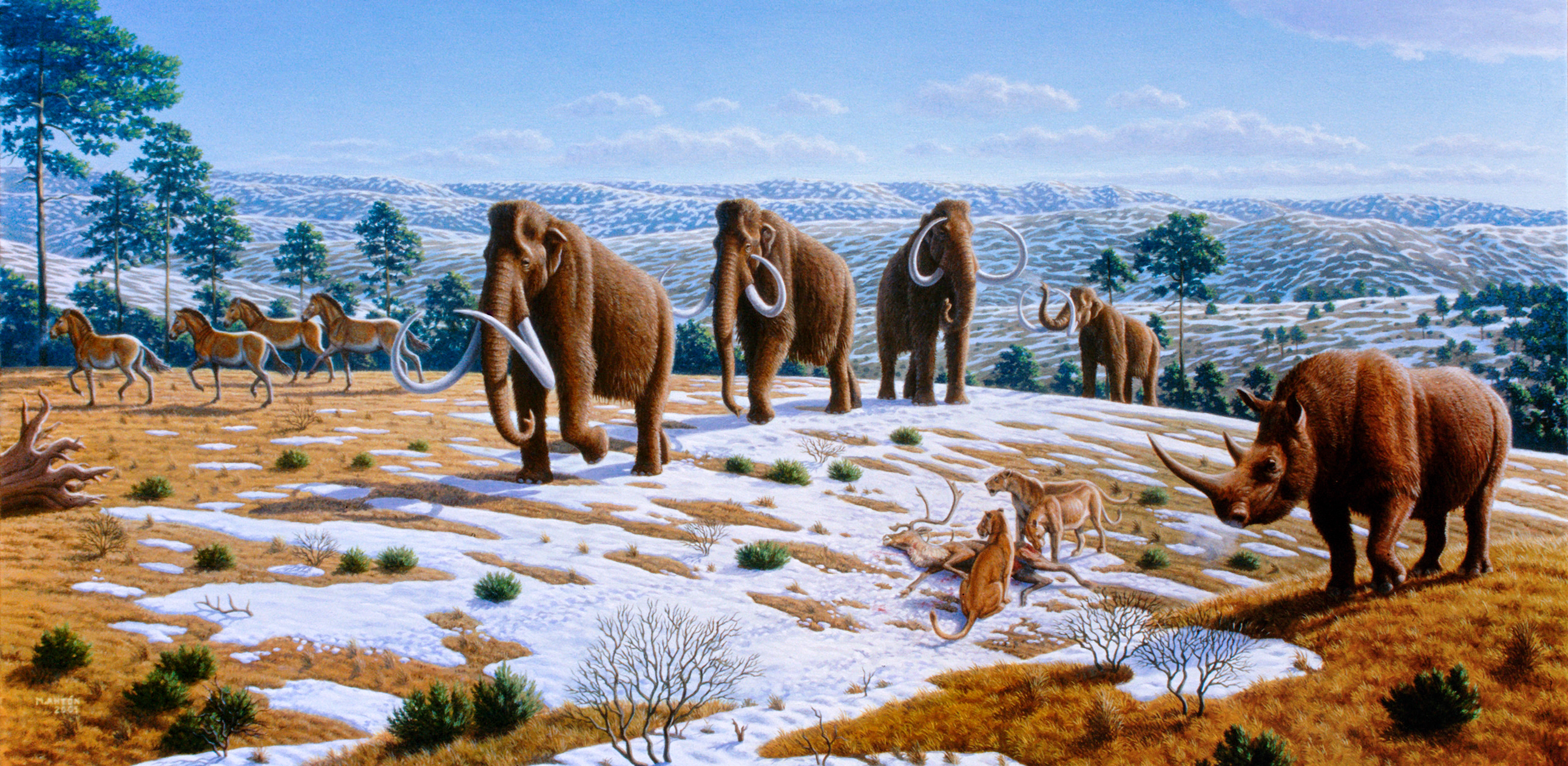
العصر البليستوسيني في شمال إسبانيا، تشمل الماموث الصوفي، وأسود الكهوف التي تأكل الرنة، والخيول، ووحيد القرن الصوفي.
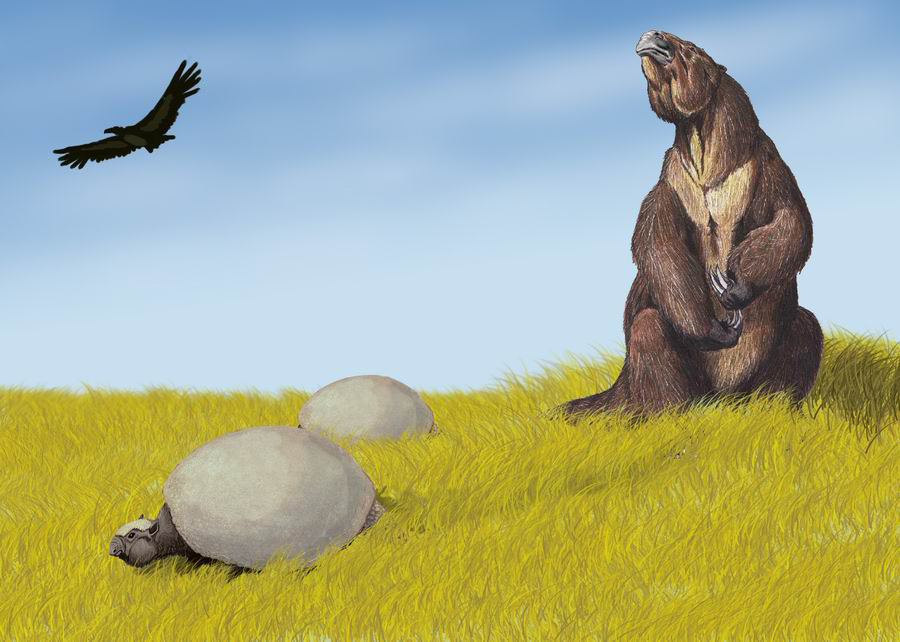
العصر البليستوسيني في أمريكا الجنوبية، تشمل الميغاثيريم واثنين من الجليبتودون

### الإنسان
أحد أهم التطورات الأخرى التي حدث خلال عصر البليستوسين كان ظهور الجنس البشري. هناك بعض الفرضيات المثيرة للجدل في الوسط العلمي تقول أنه من المحتمل أن البشر قد تطوروا من القردة ثنائية القدمين مثل الأسترالوبيثسين والقردة الأرضية (الاسم العلمي:Ardipithecus Ramidus). تصنف هذه القردة التي تسير على قدمين على أنها من أشباه البشر. تطور هذا الصنف من أشباه البشر لأول مرة في جنوب وشرق أفريقيا في نهاية حقبة الحياة الوسطى قبل (25-5) مليون سنة. لم يكن هذا الصنف من القردة أشباه البشر شبيها بأنواع القردة السابقة باستثناء أنه كان من ثنائيات الحركة ويسير منتصب القامة على قدمين.

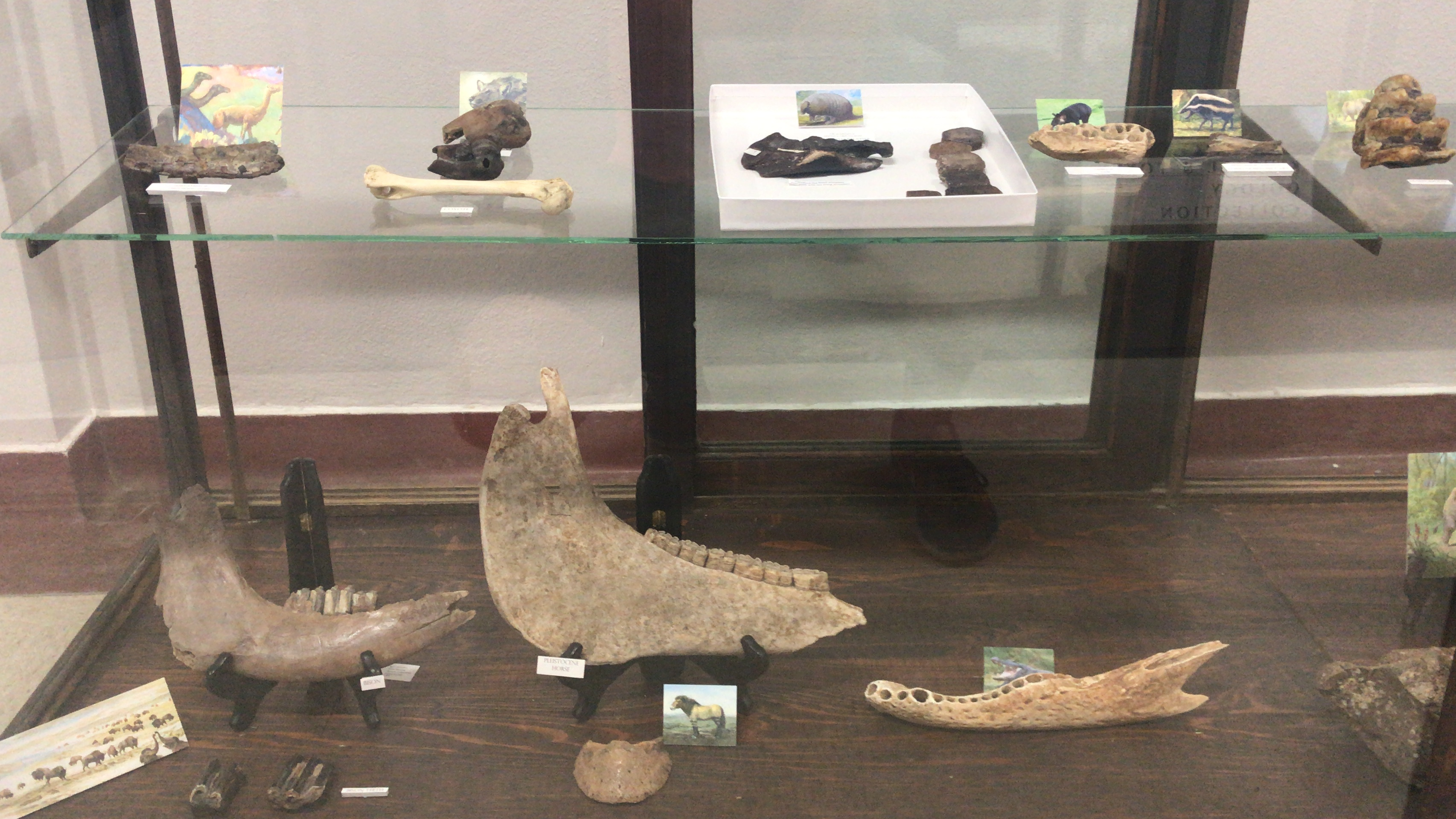
أحافير تعود لعصر البليستوسين معروضة في متحف جامعة سام هيوستن

تشير الهياكل العظمية لـ «القردة ثنائية القدمين» بأنها تشبه القرود الحديثة مثل الشمبانزي، وأن استخدامها للأدوات كان محدودًا أو معدوما. في بداية عصر البليستوسين، ظهر نوع جديد من أشباه البشر، كانت أشباه البشر هذه أطول وأكثر اعتمادًا على الحركة المستقيمة ولديها أدمغة أكبر، مما سمح لهم بالتفوق في استخدام الأدوات على أي أشباه سابقين. تنتمي أشباه البشر هذه إلى جنس «هومو» ويطلق على أشباه البشر في هذا الجنس ببساطة (البشر) الذي يتفرع منه الإنسان الحديث.
يعتبر الـ هومو هابيلس أو (الإنسان الماهر) هو أقدم جنس بشري معروف، وقد ظهر هذا النوع قبل حوالي 2.3 مليون سنة. استخدم هذا الإنسان أدوات تقطيع بسيطة تم صنعها عن طريق جمع الصخور وضربها بصخور أخرى أكثر حدة وصلابة، مما جعل من الممكن استخدامها كأدوات قطع. كان الـ هومو هابيلس عنده القدرة على تطوير مهارات التفكير وحل المشاكل مقارنة بالأنواع الأخرى من أسلاف البشر التي سبقته، ولكنه لا يزال يعتبر أبعد عن الإنسان الحديث وأقرب إلى القردة أشباه البشر.